# LAM Mozambique Airlines

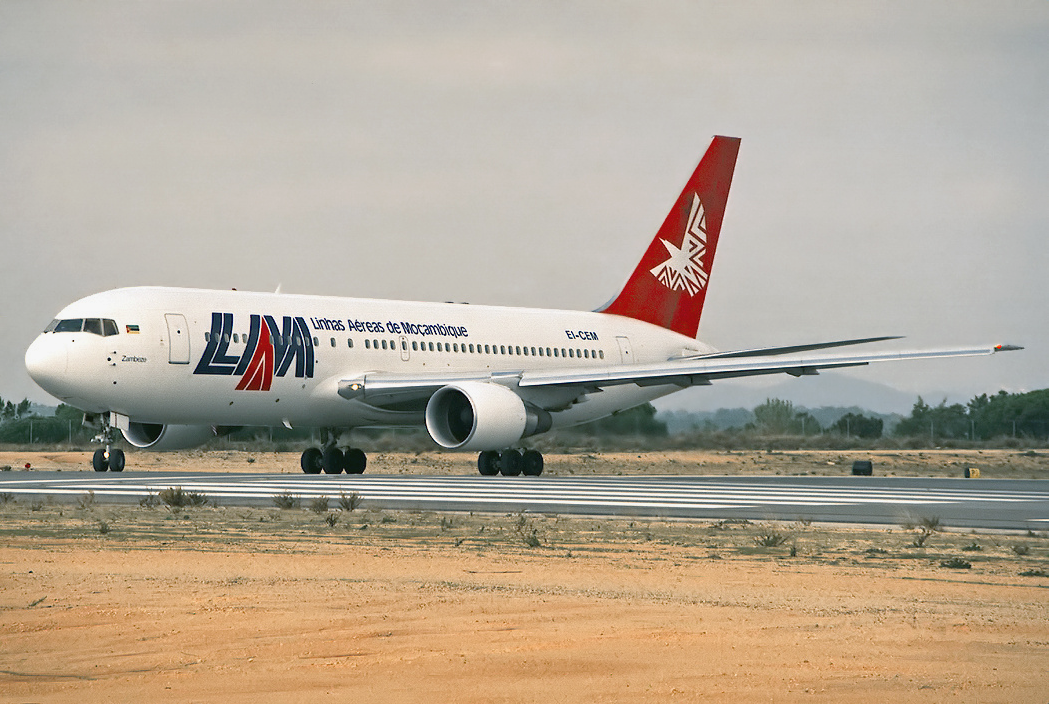
En av LAM:s Boeing 767.

LAM, Linhas Aéreas de Moçambique, är ett flygbolag ifrån Moçambique, som bland annat flugit:
- Boeing 707
- Boeing 737
- Boeing 767
- McDonnell Douglas DC-10
- Iljusjin Il-62